# Urophora bajae
Urophora bajae är en tvåvingeart som beskrevs av Steyskal 1979. Urophora bajae ingår i släktet Urophora och familjen borrflugor. Inga underarter finns listade i Catalogue of Life.